# Casanova (film 1927)
Casanova è un film muto del 1927 diretto da Aleksandr Volkov.

## Trama
Il gentiluomo veneziano Giacomo Casanova, dopo un'infanzia travagliata, ha diverse avventure con bellissime dame, come la famosa cantante Corticelli. Avvia poi una relazione con la nobildonna Maria Mari, ma, nonostante la passione che anima i due amanti, l'abbandona per trasferirsi alla corte di Caterina II di Russia, che egli conquista con le sue arti amatorie. La Mari disperata si ritira in convento. Casanova però sfugge anche dalle grazie dell'imperatrice e, dopo svariate avventure a Vienna, torna a Venezia. Non sa che nella sua città pende su di lui una denuncia del marito della Mari, per cui viene imprigionato nei Piombi. La giovane Teresa, affascinata da lui, trae in inganno le guardie durante il Carnevale e lo fa fuggire. Casanova riesce così ad imbarcarsi su una nave che lo porterà verso nuove avventure.

## Produzione
Tratto dalla Histoire de ma vie, memorie scritte dal famoso veneziano poco prima di morire, il soggetto del film ne riprende solo alcuni aspetti, quali le avventure veneziane, austriache e russe. Prodotto da una combinazione societaria franco - tedesca, questa versione delle avventure di Casanova nacque nell'ambiente della colonia di artisti cinematografici russi emigrati perché in fuga dalla rivoluzione, quasi tutti stabilitisi in Francia.

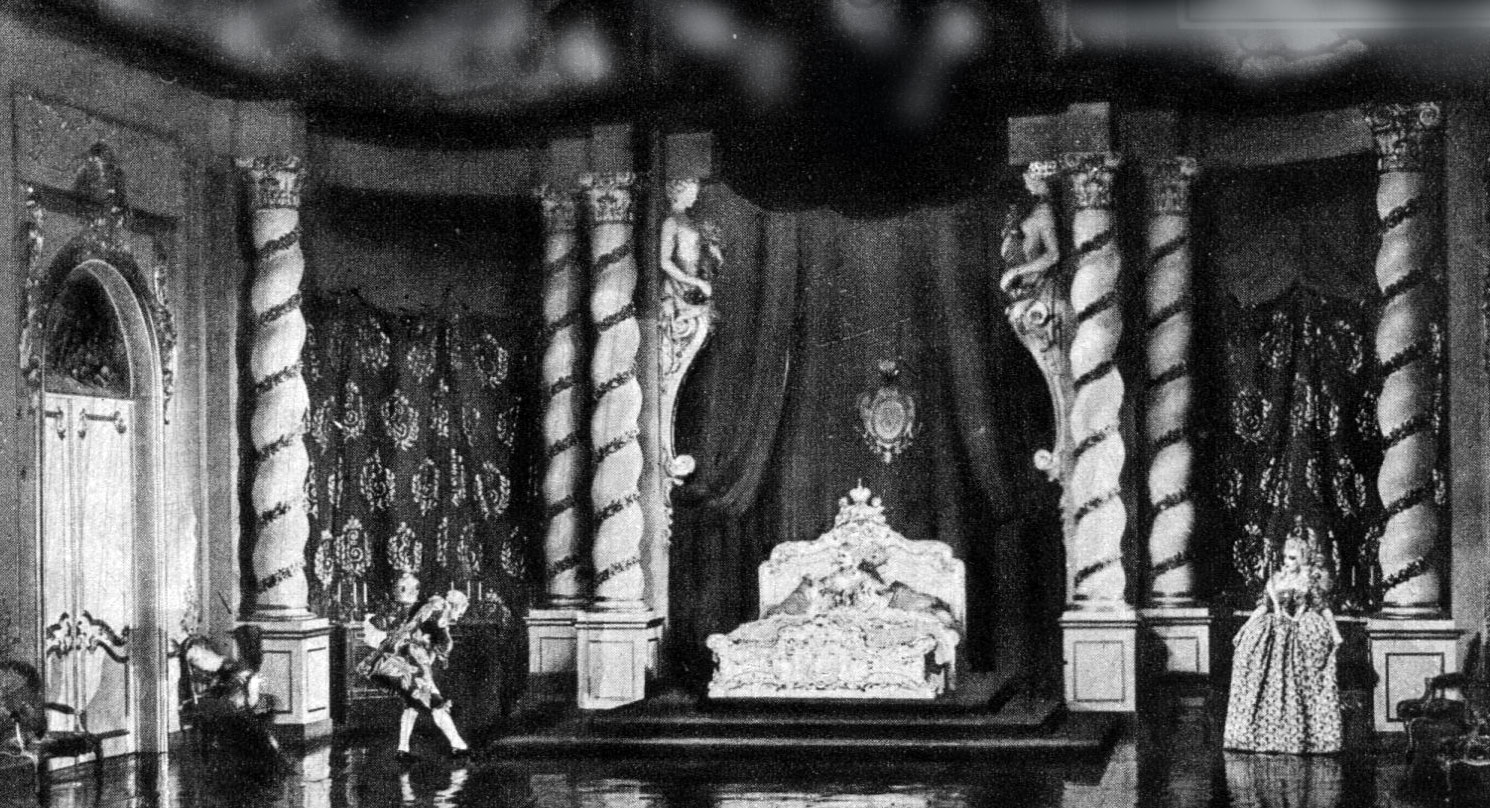
La corte dell'imperatrice Caterina II di Russia

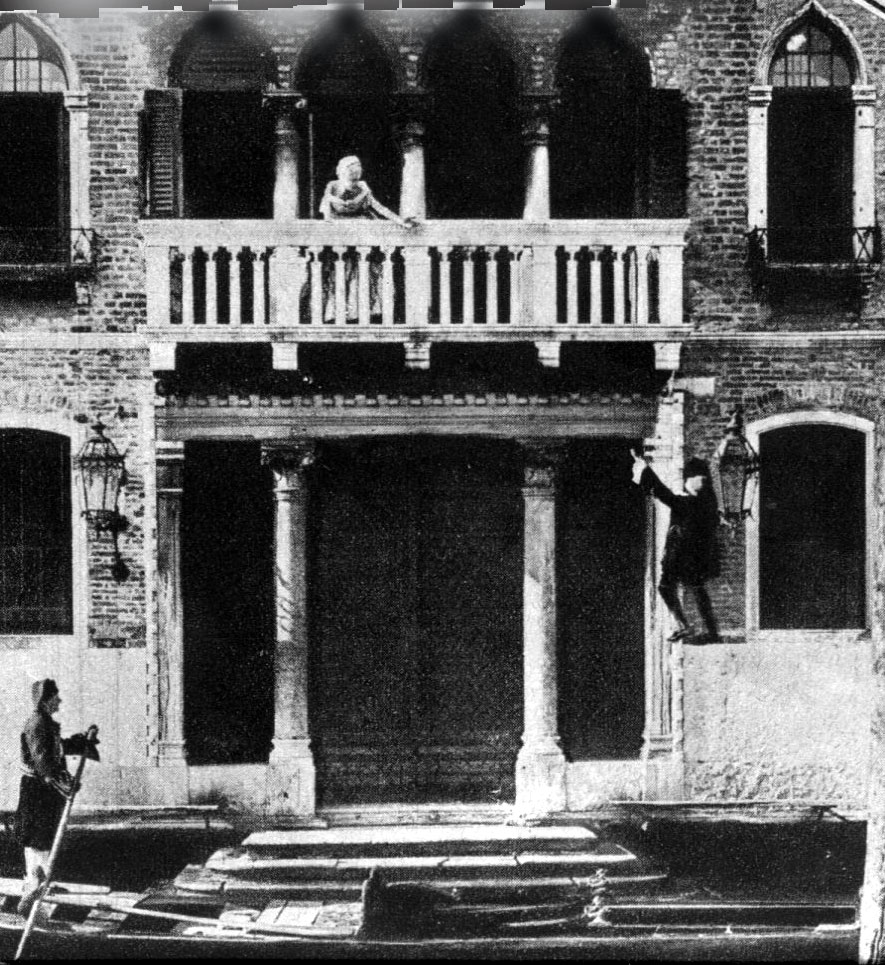
Scena ripresa sul Canal Grande

Venne girato in Francia e, per alcune scene ambientate nella steppa russa, in Polonia, oltre che, naturalmente a Venezia, dove la produzione allestì il "set" ad agosto del 1926 negli ambienti di Piazza San Marco e lungo il Canal Grande e, secondo altre fonti nel monastero della Chiesa di San Francesco della Vigna, o anche nel Campo Sant'Angelo.
Notizie più precise sugli ambienti della città lagunare interessati dalla lavorazione sono andate disperse, anche se ne sono rimaste tracce nel copione originale (che si è conservato) e nella stampa quotidiana locale che dedicò all'evento diverse notizie, tra cui l'annuncio della ricerca come comparse di «uomini e donne belle» da impiegare nelle scene del Carnevale.
All'ambiziosa produzione internazionale corrispose un analogo "cast" di notevole risonanza e varia provenienza, nel quale a vari artisti di origine russa e qualcuno tedesco, venivano affiancate l'italiana Rina De Liguoro, a quel tempo all'apice della notorietà, e Diana Karenne, che aveva raggiunto l'ambiente dell'emigrazione artistica russa dopo un lungo periodo trascorso in Italia come una delle principali "dive" della seconda metà degli anni dieci. Da segnalare una piccola parte assegnata a Michel Simon, proveniente dalla compagnia Pitoëff, che poi diventerà uno degli attori di maggiori successo dello schermo sino alla Seconda guerra mondiale, e, tra gli apporti tecnici, quello di Anatole Litvak, quale assistente regista.

## Distribuzione
Distribuito dalla Pathé Consortium Cinéma, il film venne presentato in prima a Parigi il 13 settembre 1927; uscì nelle sale cinematografiche francesi il 23 dicembre dello stesso anno. Nel 1927, fu distribuito anche in Germania dalla UFA-Filmverleih GmbH. Negli Stati Uniti, il film uscì il 16 febbraio 1929 distribuito dalla Metro-Goldwyn-Mayer (MGM). In Italia iniziò a circolare nel giugno 1927, presentato talvolta con il titolo non ufficiale de le avventure di Giacomo Casanova.

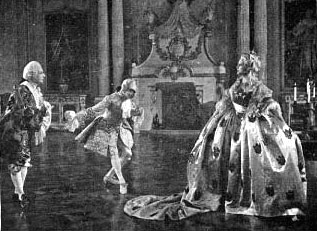
Suzanne Bianchetti fu la lodata interprete dell'imperatrice Caterina II di Russia

## Accoglienza

### In Francia
Nel paese principale della produzione Casanova fu accolto molto favorevolmente dalla critica che ne mise in evidenza soprattutto l'eleganza e la precisione degli ambienti in un film in cui «data la copiosa materia [delle Memorie - N.D.R.] bisognava scegliere. sfrondare, comporre una sintesi che presentasse una vicenda capace di coinvolgere gli spettatori, mantenendo la psicologia dell'eroe: questo difficile risultato è stato ammirevolmente raggiunto poiché in questo film di oltre 3.000 metri è molto difficile, per non dire impossibile, scegliere questa o quella scena, talmente tutto è perfetto ed esatto».
Un altro commentatore definì Casanova «film di grandiosa messa in scena, non solo per seguire certi gusti del pubblico, ma per un'esigenza estetica ed una grandiosità non fine a se stessa, ma quale elemento costitutivo dell'opera. Ê una delle più belle cose che siano riuscite in Francia [ed] i difetti si notano solo perché esso è giudicato su un livello superiore, nondimeno Casanova è una delle opere di cui il cinema francese potrà grandemente vantarsi».

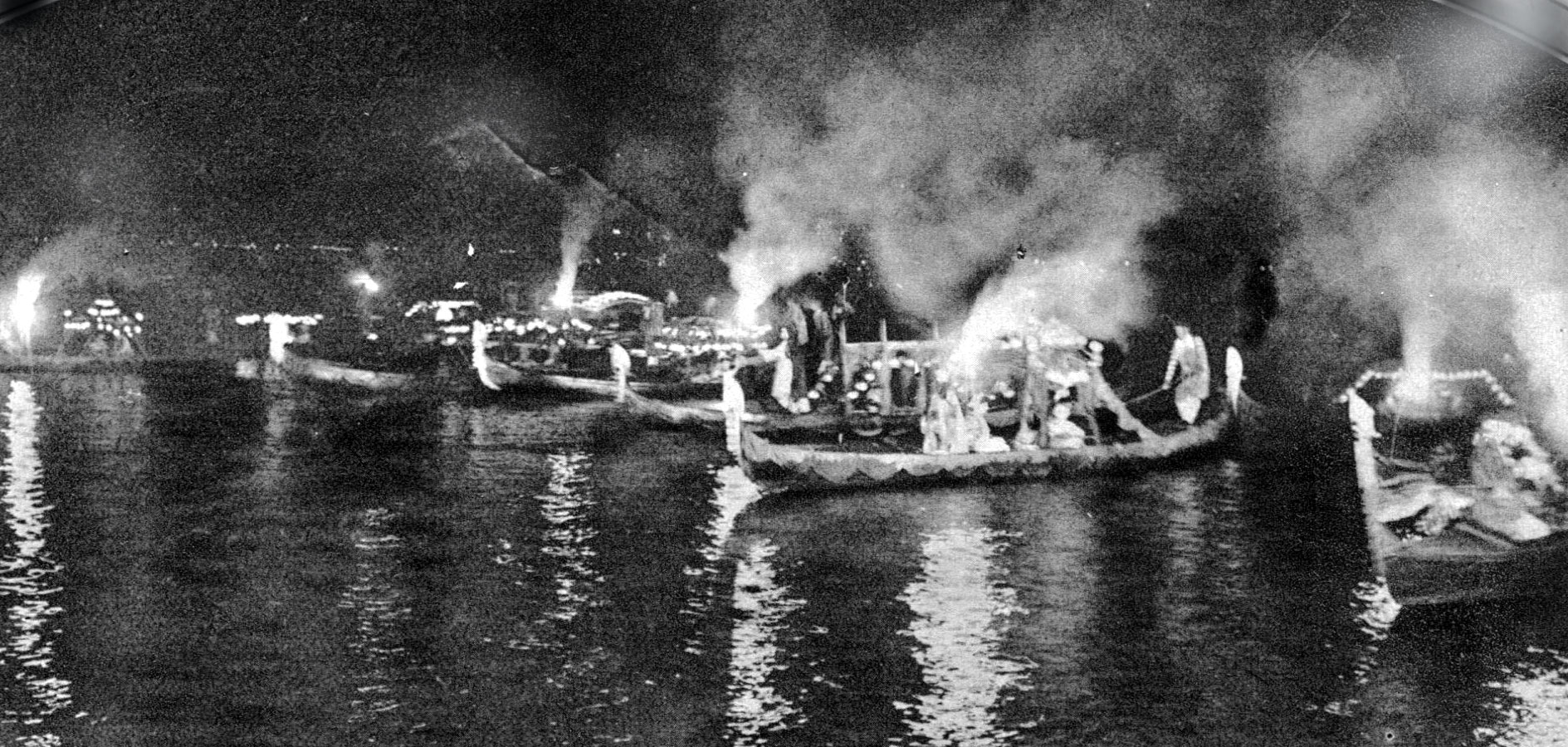
La sfilata notturna delle gondole durante il carnevale

Unanimi anche le lodi per tutti gli interpreti. In particolare per la prestazione di Suzanne Bianchetti, che, con un doppio senso legato al fatto di aver da poco impersonato sia Maria Luisa d'Austria che Maria Antonietta, oltre a quella di Caterina II di Russia in questo Casanova, venne definita «imperatrice del cinema francese».
Retrospettivamente è stato ancora messo in risalto «l'importanza dell'azione esterna che si svolge in ambienti affascinanti e lussuosi, dalla Russia alla laguna di Venezia, dalle steppe nevose (con qualche melanconia e nostalgia che derivava dall'anima degli esuli russi) alle maschere del Carnevale. Volkoff non ha voluto fare un film moralistico, ma solo una grande rappresentazione di un'epoca e di un personaggio pittoresco».

### In Italia
I commenti all'uscita del film in Italia ricalcarono quelli francesi, indugiando maggiormente sul valore figurativo delle riprese veneziane. «Casanova è un film europeo ed un film bello, ed è soprattutto armonico, ha cioè la prima qualità necessaria ad un'opera d'arte.  E la messa in scena di Volkoff aumenta questa dose di buon gusto e di senso veramente artistico. Questa impressione è resa anche più viva dal fatto che quasi tutte le scene si svolgono in quadri noti e naturali, come vari punti di Venezia. La grazia e la signorilità caratterizzano dunque questo film che è leggero come le trine, i merletti e le mussole degli abiti muliebri che in esso si possono ammirare». Anche secondo un altro commentatore «è la prima volta che in un film avventura e recitazione riescono a coesistere ed a fondersi così mirabilmente: costumi di ricchezza e perfetto buon gusto, esterni veneziani pieni di poesia, É un film d'arte, segno glorioso ed eloquente del cammino che il cinematografo ha percorso sino ad oggi».
Una copia di Casanova è conservata presso la Cineteca Nazionale in una versione doppiata che risulta in parte diversa dalla sceneggiatura